# رزکنه
رزکنه (به لتونیایی: Rēzekne) یک سکونتگاه مسکونی در لتونی با جمعیت ۳۲٬۳۲۸ نفر است که در شهرداری رزکنه واقع شده‌است.